# Podregion Pieksämäki
Podregion Pieksämäki (fiń. Pieksämäen seutukunta) – podregion w Finlandii, w regionie Sawonia Południowa.
W skład podregionu wchodzą gminy:
- Juva,
- Pieksämäki.

W skład podregionu wchodziły gminy:
- Joroinen (w 2021 przeniesiona do podregionu Varkaus)[2]
- Rantasalmi (w 2011 przeniesiona do podregionu Savonlinna)[3]